# Velocitat de reacció
La velocitat de reacció és la velocitat a què es produeix una reacció química. Relaciona el canvi en la concentració dels reactius o els productes amb el temps. S'expressa en mol/l·s.
Al principi de la reacció, quan la concentració de reactius és alta, la probabilitat que les molècules dels reactius xoquin és més alta i, per tant, la velocitat també ho és; a mesura que la reacció progressa, la concentració de reactius disminueix gradualment i arriba a zero quan tota la substància ha reaccionat.
La velocitat instantània de la reacció d'aparició d'un producte està donada per la variació de la concentració d'una substància química amb el temps:

{\displaystyle v={\frac {\mathrm {d} c}{\mathrm {d} t}}}

La velocitat d'aparició d'un producte és igual a la velocitat de desaparició d'un reactiu.

## Velocitat instantània de reacció
Sabent que la velocitat mitjana d'una reacció es pot definir com

{\displaystyle v_{\rm {m}}={\frac {\Delta c}{\Delta t}}={\frac {c_{\rm {f}}-c_{0}}{t_{\rm {f}}-t_{0}}}}

on
- {\displaystyle c} és la concentració.
- {\displaystyle t} és el temps.

I sabent que la velocitat instantània d'una reacció es pot definir com

{\displaystyle v={\frac {\mathrm {d} c}{\mathrm {d} t}}}

Aleshores, per a una reacció {\displaystyle a\mathrm {A} +b\mathrm {B} \longrightarrow c\mathrm {C} +d\mathrm {D} }
podem definir la velocitat instantània com:

{\displaystyle v=\lim _{\Delta t\to 0}-{\frac {1}{a}}{\frac {\Delta \mathrm {[A]} }{\Delta t}}=\lim _{\Delta t\to 0}-{\frac {1}{b}}{\frac {\Delta \mathrm {[B]} }{\Delta t}}=\lim _{\Delta t\to 0}{\frac {1}{c}}{\frac {\Delta \mathrm {[C]} }{\Delta t}}=\lim _{\Delta t\to 0}{\frac {1}{d}}{\frac {\Delta \mathrm {[D]} }{\Delta t}}}

on
- {\displaystyle a}, {\displaystyle b}, {\displaystyle c} i {\displaystyle d} són els coeficients estequiomètrics de les espècies A, B, C i D respectivament.
- {\displaystyle {\rm {[A]}}}, {\displaystyle {\rm {[B]}}}, {\displaystyle {\rm {[C]}}} i {\displaystyle {\rm {[D]}}} són les concentracions de les espècies A, B, C i D respectivament.

Aquesta equació es pot reescriure, donant lloc a l'anomenada velocitat de reacció:

{\displaystyle {\overline {v}}=-{\frac {1}{a}}{\frac {\mathrm {d[A]} }{\mathrm {d} t}}=-{\frac {1}{b}}{\frac {\mathrm {d[B]} }{\mathrm {d} t}}={\frac {1}{c}}{\frac {\mathrm {d[C]} }{\mathrm {d} t}}={\frac {1}{d}}{\frac {\mathrm {d[D]} }{\mathrm {d} t}}}

## Equació de velocitat
L'equació de velocitat expressa la relació d'una reacció i les concentracions de reactius a una temperatura determinada. Per a una reacció amb N reactius, la velocitat s'expressa com:

{\displaystyle v=k\prod _{i=1}^{N}c_{i}^{n_{i}}}

on:
- {\displaystyle k} és la constant de velocitat.
- {\displaystyle c_{i}} és la concentració del reactiu i-èssim.
- {\displaystyle n_{i}} és l'orde parcial del reactiu i-èssim.

Es parteix d'una reacció qualsevol:
I d'aquesta reacció, tenim que l'equació és igual a:

{\displaystyle v=k\mathrm {[A]} ^{\alpha }\mathrm {[B]} ^{\beta }}

On {\displaystyle \alpha } i {\displaystyle \beta } són els ordres parcials de la reacció.
L'equació de velocitat d'una reacció només es pot determinar empíricament i només és aplicable als reactius de la reacció.

## Lleis de velocitat integrades
Les lleis de velocitat integrades ens permeten conèixer la concentració de reactius o productes per a qualsevol temps una vegada s'hagi iniciat la reacció.

### Llei de velocitat integrada d'ordre zero
En una reacció d'ordre zero, la velocitat és contant (en {\displaystyle k}). Llavors, la diferència en la concentració d'un reactiu en el seu valor inicial, {\displaystyle {\mathrm {[A]} }_{0}}, és proporcional al temps d'interès, {\displaystyle t}:

{\displaystyle {\mathrm {[A]} }_{0}-{\mathrm {[A]} }_{t}=kt}

Aleshores, la concentració del reactiu A en el temps t és:

{\displaystyle {\mathrm {[A]} }_{t}={\mathrm {[A]} }_{0}-kt}

### Llei de velocitat integrada de primer ordre
En una reacció de primer ordre, la velocitat no és constant. Per tant, podem expressar la velocitat com:

{\displaystyle v=k\mathrm {[A]} =-{\frac {\mathrm {d[A]} }{\mathrm {d} t}}}

Que també es pot escriure com:

{\displaystyle {\frac {\mathrm {d[A]} }{\mathrm {[A]} }}=-k\,\mathrm {d} t}

Integrant aquesta equació:

{\displaystyle \int _{{\mathrm {[A]} }_{0}}^{{\mathrm {[A]} }_{t}}{\frac {\mathrm {d[A]} }{\mathrm {[A]} }}=-k\int _{0}^{t}\mathrm {d} t}

Per tant:

{\displaystyle \ln {\mathrm {[A]} }_{t}-\ln {\mathrm {[A]} }_{0}=-kt}

Llavors:

{\displaystyle \ln {\frac {{\mathrm {[A]} }_{t}}{{\mathrm {[A]} }_{0}}}=-kt}

Aplicant exponencials, obtenim que la concentració del reactiu A en el temps t és:

{\displaystyle {\mathrm {[A]} }_{t}={\mathrm {[A]} }_{0}{\mathrm {e} }^{-kt}}

### Llei de velocitat integrada de segon ordre
En una reacció de segon ordre, la llei de velocitat és defineix amb una equació diferencial d'aquest tipus:

{\displaystyle {\frac {\mathrm {d[A]} }{\mathrm {d} t}}=k\mathrm {[A]} ^{2}}

Que es pot transformar en:

{\displaystyle {\frac {\mathrm {d[A]} }{\mathrm {[A]} ^{2}}}=-k\,\mathrm {d} t}

Integrant aquesta equació amb els mateixos límits que en el cas de la reacció de primer ordre:

{\displaystyle \int _{\mathrm {[A]} _{0}}^{\mathrm {[A]} _{t}}{\frac {\mathrm {d[A]} }{\mathrm {[A]} ^{2}}}=-k\int _{0}^{t}\mathrm {d} t}

Per tant:

{\displaystyle {\frac {1}{\mathrm {[A]} _{t}}}-{\frac {1}{\mathrm {[A]} _{0}}}=kt}

Aleshores, la concentració del reactiu A en el temps t és:

{\displaystyle \mathrm {[A]} _{t}={\frac {\mathrm {[A]} _{0}}{1+kt\mathrm {[A]} _{0}}}}